# Colpochila spadix
Colpochila spadix är en skalbaggsart som beskrevs av Blackburn 1906. Colpochila spadix ingår i släktet Colpochila och familjen Melolonthidae. Inga underarter finns listade i Catalogue of Life.